# Związek gmin Besigheim
Związek gmin Besigheim – związek gmin (niem. Gemeindeverwaltungsverband) w Niemczech, w kraju związkowym Badenia-Wirtembergia, w rejencji Stuttgart, w regionie Stuttgart, w powiecie Ludwigsburg. Siedziba związku znajduje się w mieście Besigheim, przewodniczącym jego jest Steffen Bühler.
Związek zrzesza jedno miasto i sześć gmin wiejskich:
- Besigheim, miasto, 11 870 mieszkańców, 16,83 km²
- Freudental, 2 430 mieszkańców, 3,07 km²
- Gemmrigheim, 3 928 mieszkańców, 8,23 km²
- Hessigheim, 2 217 mieszkańców, 5,03 km²
- Löchgau, 5 371 mieszkańców, 10,95 km²
- Mundelsheim, 3 154 mieszkańców, 10,20 km²
- Walheim, 2 971 mieszkańców, 6,14 km²